# LitRPG
LitRPG ou GameLit, abrégé de l'expression anglaise Literary Role Playing Game traduisible en français par jeu de rôle littéraire, est un genre littéraire combinant des éléments ou univers inspirés de la fantasy ou de la science-fiction avec des mécaniques rappelant le jeu de rôle vidéo ou sur table,.
La spécificité de ce genre tient dans l'intégration à la narration d'éléments ou de mécanismes similaires à ceux de jeux vidéo.
Par exemple, le personnage principal consulte une interface listant les différentes statistiques de son personnage ou d'éléments de son environnement, lit des infobulles l'informant des intentions des autres personnages et mesure sa progression en points d'expérience.
Ce genre peut être rapproché de l'isekai, si le personnage se remémore un monde d'origine avant de se retrouver dans l'univers du jeu.
Parmi les fictions mettant en scène des personnages à l'intérieur d'un jeu ou d'un jeu vidéo, des exemples notables sont :
- 1978 : Quag Keep, écrit par Andre Norton
- 1981 : Dream Park, écrit par Larry Niven et Steven Barnes
- 1981 : Jumanji, écrit par Chris Van Allsburg
- 2011 : Player One, écrit par Ernest Cline
- 2012 : The Rising of the Shield Hero, écrit par Aneko Yusagi
- 2014 : Re:Zero − Re:vivre dans un autre monde à partir de zéro, écrit par Tappei Nagatsuki
- 2019 : Testeur de contenu, écrit par Michael Atamanov